# Allan Warren
Michael Allan Warren (Wimbledon, 26 de octubre de 1948) es un fotógrafo de sociedad, escritor y exactor británico. Su obra abarca trabajos de muchos famosos durante las décadas de los años 1960 a la de los 1980, como los miembros de la Familia Real Británica, políticos influyentes y artistas de la música y la literatura, así como algunas de las personas más importantes de Hollywood en su época.

## Primeros años
Después de crecer en Londres en la posguerra con su madre, Warren asistió a Terry's Juveniles, una escuela de teatro con sede en el Teatro Drury Lane. Fue durante este período que asistió a audiciones a través de las cuales recibió varias asignaciones. Uno de esos trabajos fue como presentador infantil en “The Five O'clock Club”, lo que le dio la oportunidad de asociarse con una variedad de personas, incluido un joven Marc Bolan (entonces actuando como “Toby Tyler”) que más tarde emplearía a Warren como su primer mánager.

## Carrera
Warren comenzó su carrera fotográfica a la edad de 20 años, cuando actuaba en la obra de Alan Bennett Forty Years On con John Gielgud en el West End en el Apollo Theatre. Alrededor de este tiempo Warren compró su primera cámara de segunda mano y comenzó a tomar fotografías de sus compañeros actores. Su primera asignación importante fue cuando su amigo Mickey Deans le pidió que cubriera su boda con Judy Garland, lo que marcó el comienzo del trabajo de Warren como fotógrafo profesional. Cuando estaba en Nueva York por razones personales, asistió a una audición para la producción de Broadway de Minnie's Boys. Sin embargo, más tarde declinó el papel que se le ofreció, en favor de regresar a Londres y dedicarse a la fotografía como su vocación. [cita requerida]
Después de este evento decisivo, Warren se embarcó en su carrera fotográfica, a lo largo de la cual tomó retratos de personalidades, incluidos muchos actores, escritores, músicos, políticos y miembros de la familia real británica. A principios de la década de 1980 Warren se embarcó en una búsqueda para fotografiar a los 30 duques británicos . Junto con Angus Montagu, N.° 12 Duque de Mánchester creó el Duke's Trust, una organización benéfica para niños necesitados. Warren ha subido muchas fotos de su archivo a Wikimedia Commons.
A principios de la década de 1990, Warren se embarcó en la escritura de obras de teatro. Una de sus obras, The Lady of Phillimore Walk, fue dirigida por Frank Dunlop y los críticos llegaron a compararlo con Sleuth, un thriller escrito por Anthony Shaffer. El elenco deThe Lady of Phillimore Walk consistió en Zena Walker y Philip Lowrie; y vio producciones en los Estados Unidos.
Warren inventó el Hankybreathe, un pañuelo que permite al usuario inhalar aire a través de un filtro de carbono en la boca, para filtrar los efectos nocivos de las emisiones de escape. La invención, que está destinada a ser incursionada en aceite de eucalipto, se remonta a los ramilletes y se deriva de la experiencia de Warren con asma en un Londres muy contaminado. En enero de 2018, Warren fue utilizado como pista en el Times Daily Quiz.

## Galería

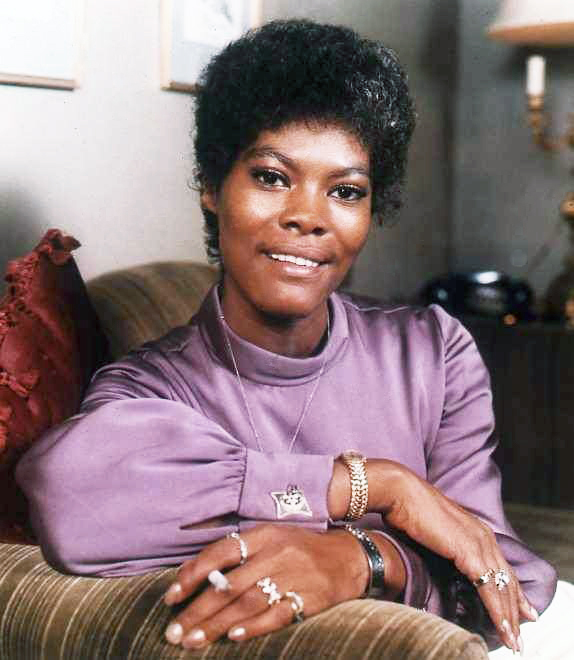
Dionne Warwick
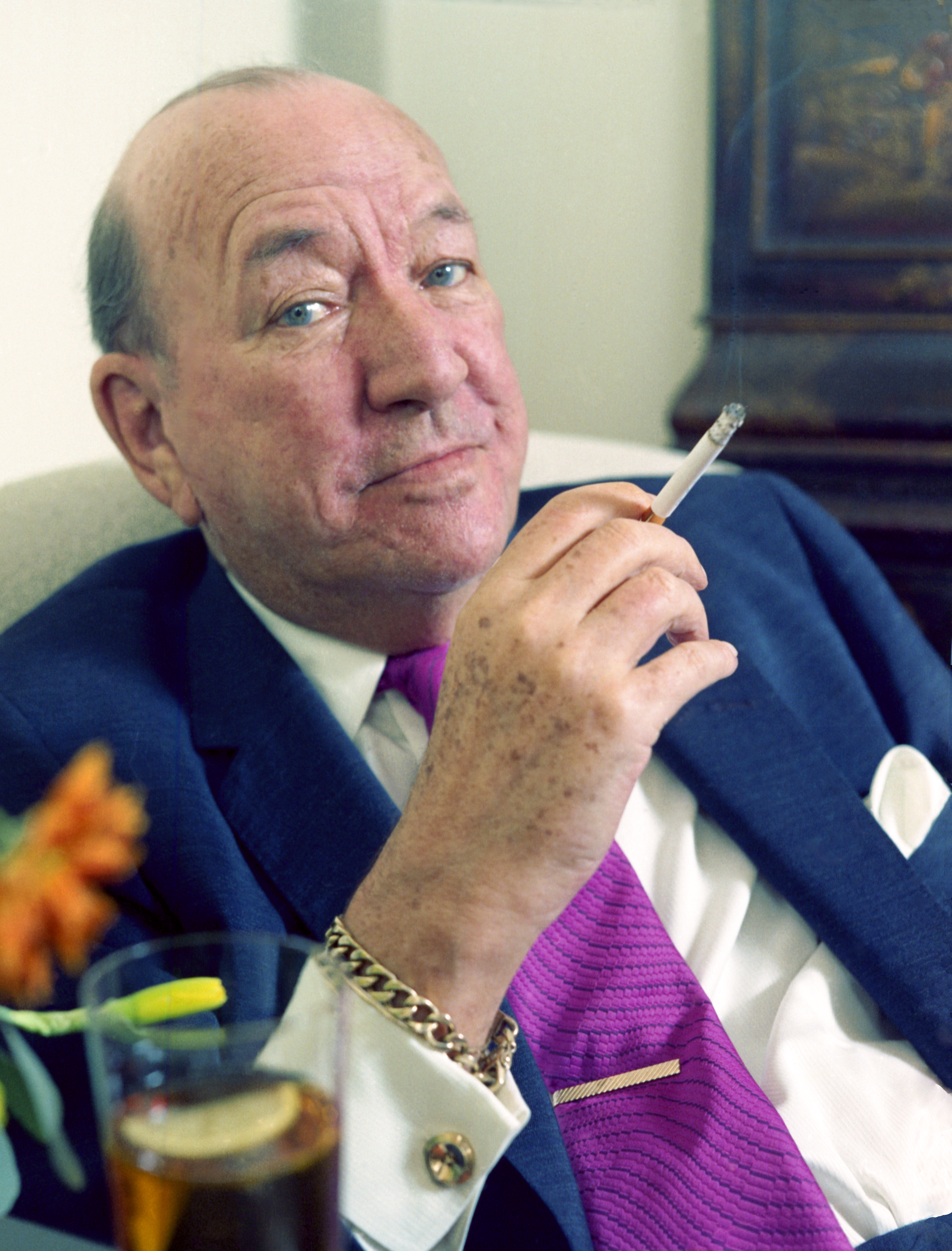
Noël Coward, 1972
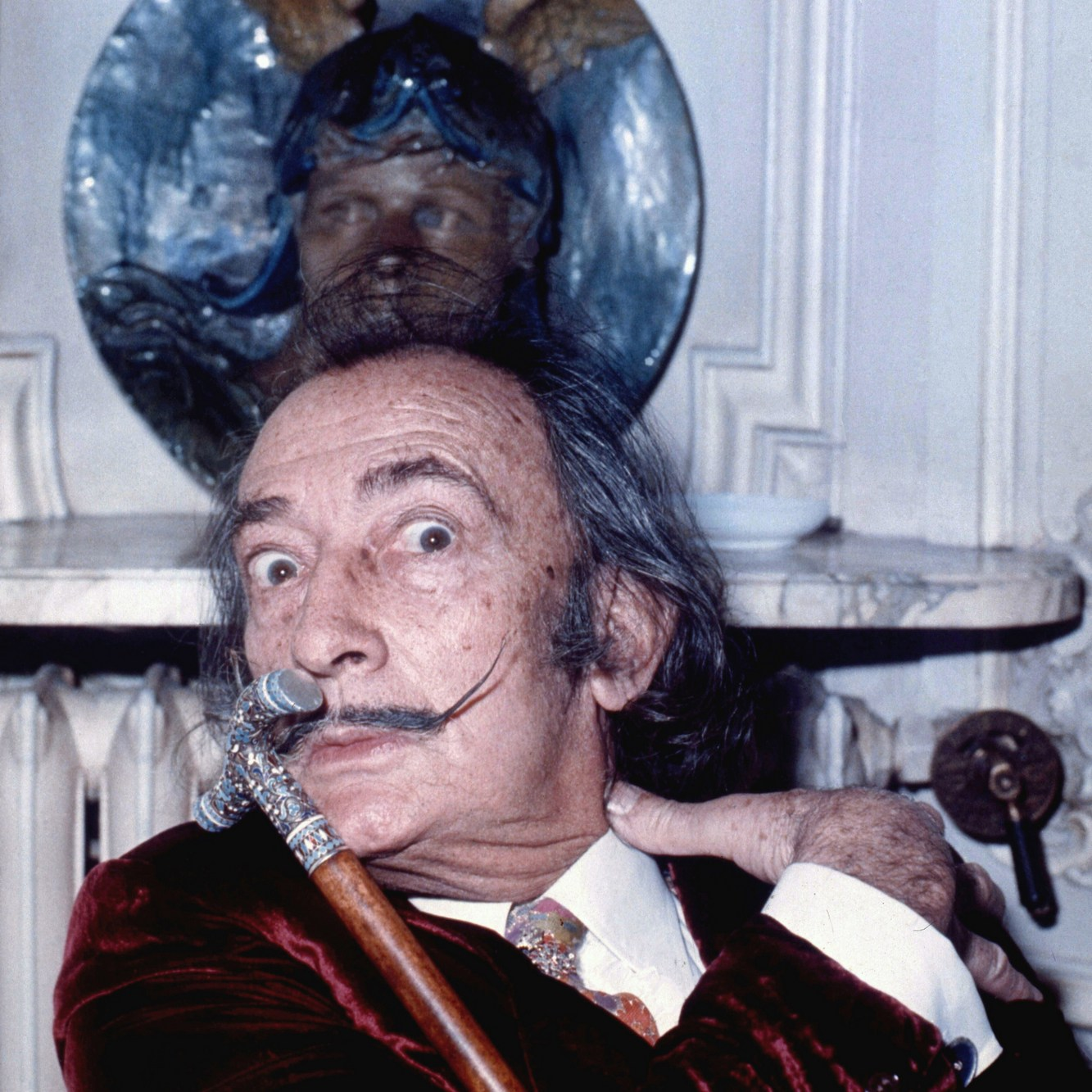
Salvador Dalí, 1972
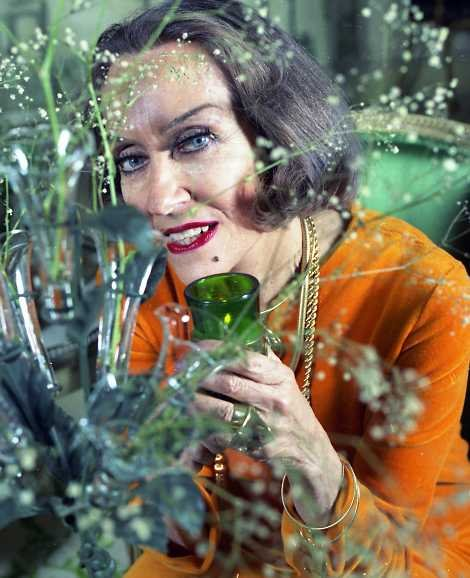
Gloria Swanson, 1972
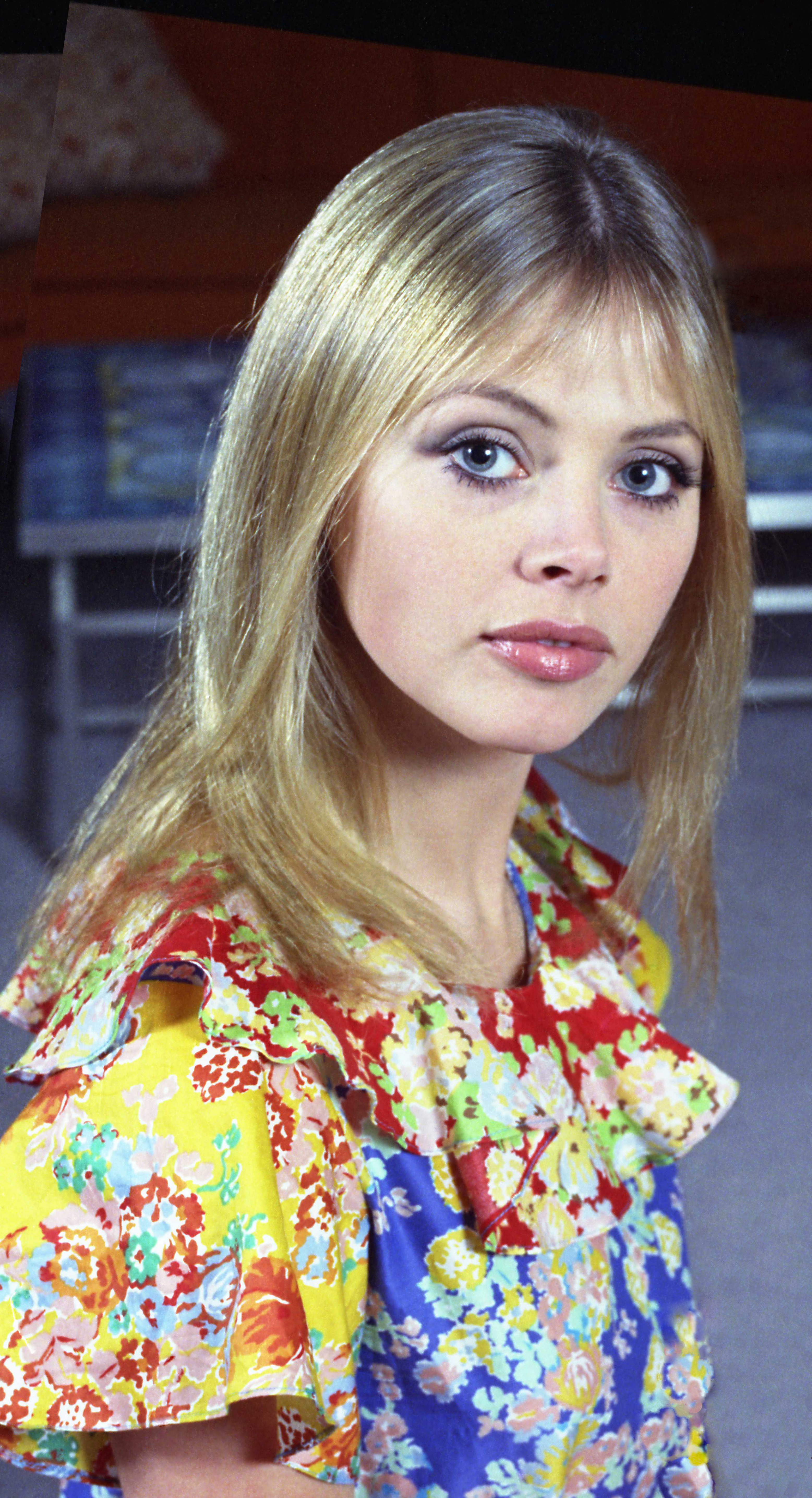
Britt Ekland, 1972